# Esquí de fondo en los Juegos Paralímpicos
El esquí de fondo adaptado fue incluido en los Juegos Paralímpicos de Invierno desde la primera edición que se celebró en Örnsköldsvik (Suecia) en 1976.

## Ediciones
| N.º  | Año  | Sede           | País           |
| ---- | ---- | -------------- | -------------- |
| I    | 1976 | Örnsköldsvik   | Suecia         |
| II   | 1980 | Geilo          | Noruega        |
| III  | 1984 | Innsbruck      | Austria        |
| IV   | 1988 | Innsbruck      | Austria        |
| V    | 1992 | Albertville    | Francia        |
| VI   | 1994 | Lillehammer    | Noruega        |
| VII  | 1998 | Nagano         | Japón          |
| VIII | 2002 | Salt Lake City | Estados Unidos |
| IX   | 2006 | Turín          | Italia         |
| X    | 2010 | Vancouver      | Canadá         |
| XI   | 2014 | Sochi          | Rusia          |
| XII  | 2018 | Pyeongchang    | Corea del Sur  |
| XIII | 2022 | Pekín          | China          |

## Medallero histórico
- Actualizado hasta Pekín 2022.[2]

| Núm. | País                                 | Oro | Plata | Bronce | Total |
| ---- | ------------------------------------ | --- | ----- | ------ | ----- |
| 1    | Noruega (NOR)                        | 78  | 49    | 36     | 163   |
| 2    | Finlandia (FIN)                      | 65  | 46    | 53     | 164   |
| 3    | Rusia (RUS)                          | 52  | 53    | 39     | 144   |
| 4    | Alemania (GER)                       | 28  | 32    | 21     | 81    |
| 5    | Canadá (CAN)                         | 25  | 7     | 14     | 46    |
| 6    | Ucrania (UKR)                        | 16  | 23    | 25     | 64    |
| 7    | Suecia (SWE)                         | 14  | 20    | 25     | 59    |
| 8    | Francia (FRA)                        | 14  | 10    | 18     | 42    |
| 9    | Austria (AUT)                        | 11  | 19    | 20     | 50    |
| 10   | Polonia (POL)                        | 11  | 6     | 19     | 36    |
| 11   | Estados Unidos (USA)                 | 10  | 20    | 10     | 40    |
| 12   | Equipo Unificado (EUN)               | 9   | 8     | 3      | 20    |
| 13   | Alemania Occidental (FRG)            | 7   | 23    | 12     | 42    |
| 14   | Bielorrusia (BLR)                    | 7   | 9     | 10     | 26    |
| 15   | República Popular China (CHN)        | 7   | 6     | 5      | 18    |
| 16   | Suiza (SUI)                          | 5   | 11    | 22     | 38    |
| 17   | Italia (ITA)                         | 4   | 4     | 9      | 17    |
| 18   | Japón (JPN)                          | 4   | 3     | 2      | 9     |
| 19   | Atletas Paralímpicos Neutrales (NPA) | 2   | 4     | 3      | 9     |
| 20   | Kazajistán (KAZ)                     | 1   | 1     | 0      | 2     |
| 21   | Dinamarca (DEN)                      | 1   | 0     | 2      | 3     |
| 22   | Corea del Sur (KOR)                  | 1   | 0     | 1      | 2     |
| 23   | Países Bajos (NED)                   | 0   | 4     | 3      | 7     |
| 24   | España (ESP)                         | 0   | 2     | 1      | 3     |
| 25   | Checoslovaquia (TCH)                 | 0   | 1     | 1      | 2     |
| 26   | Eslovaquia (SVK)                     | 0   | 1     | 0      | 1     |
| 27   | Reino Unido (GBR)                    | 0   | 0     | 2      | 2     |
| 27   | Unión Soviética (URS)                | 0   | 0     | 2      | 2     |
| 29   | Estonia (EST)                        | 0   | 0     | 1      | 1     |
|      | TOTAL                                | 372 | 362   | 359    | 1093  |